# Église du Christ-Rédempteur de Għaxaq

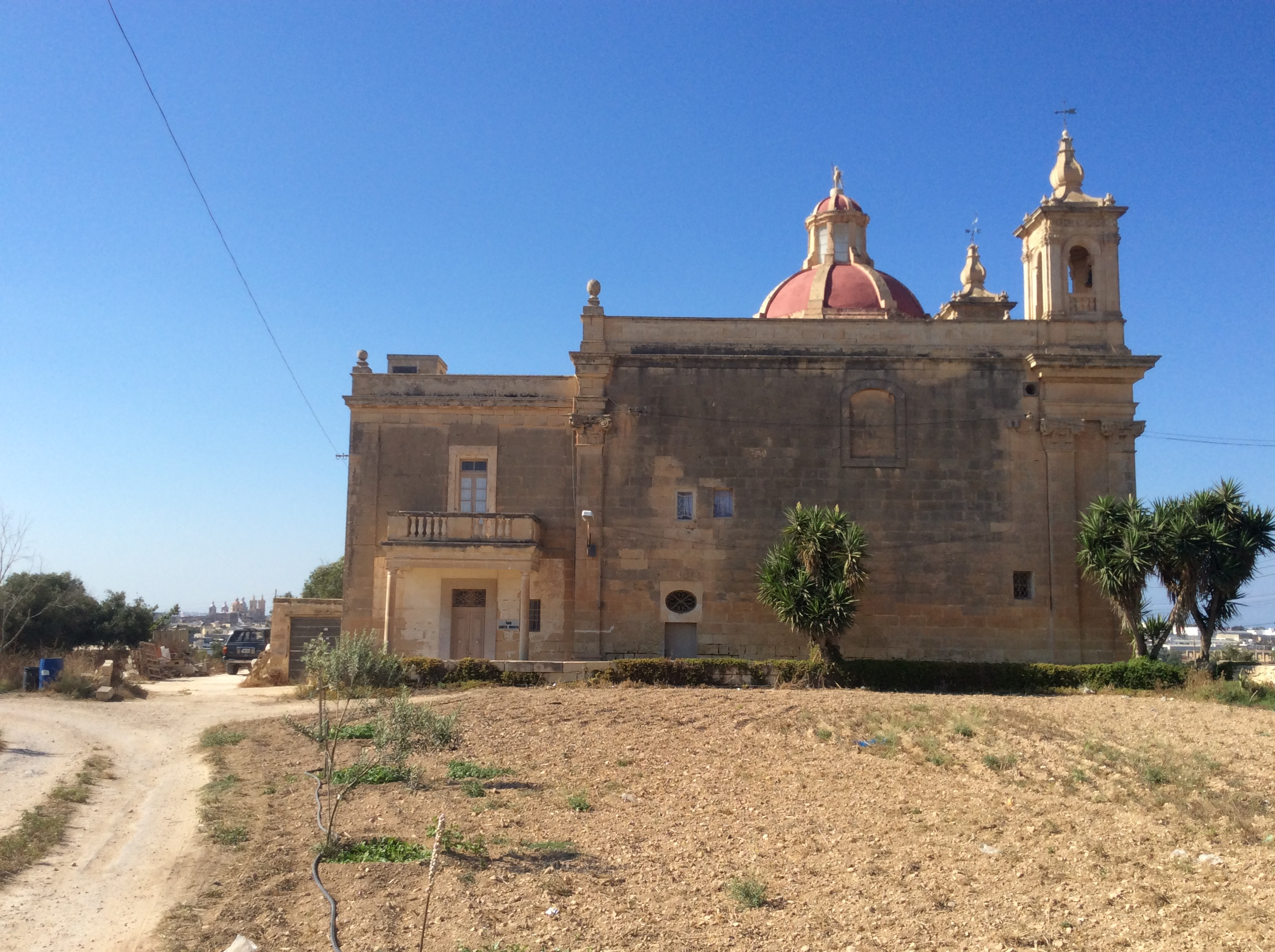
Chapelle Saint-Christ

L'église du Christ-Rédempteur est une église catholique située à Għaxaq, à Malte.

## Historique
L'église est construite entre 1852 et 1859 sur le site d'un calvaire dédiée au Christ à la suite d'un accident subi par un certain Zaamit Mikelang dont il réchappa miraculeusement. Cette église est, depuis lors, très vénérée sur l'île.